# 3e division blindée (États-Unis)
Pour les articles homonymes, voir 3e division et Spearhead.

Insigne de la 3e division blindée.

La 3e division blindée était une division blindée de l'Armée de terre des États-Unis créée pendant la Seconde Guerre mondiale et dissoute en 1992. Elle était surnommée Spearhead (littéralement « fer de lance »).

## Historique
Elle est activée le 15 avril 1941.

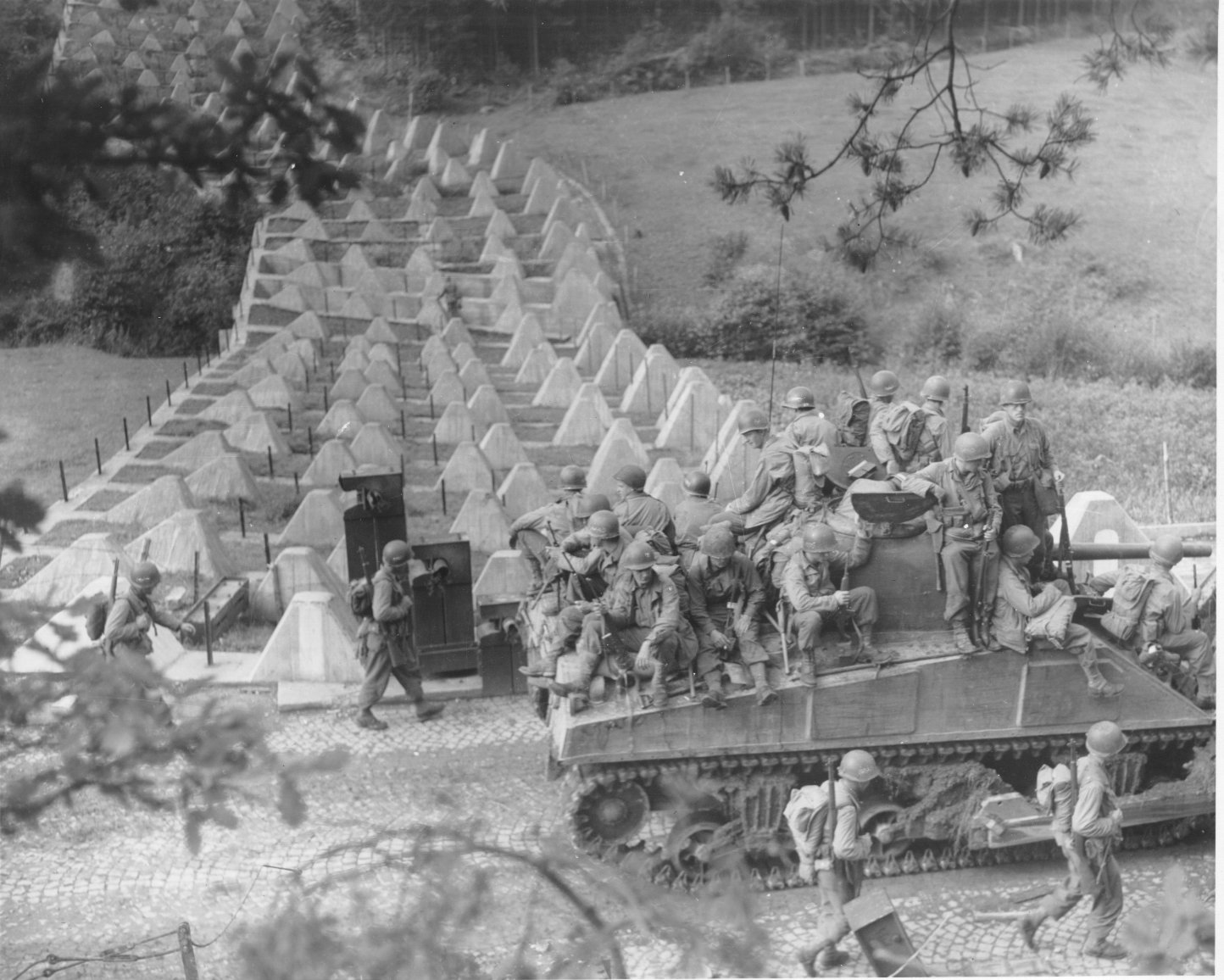
la 3e DB franchissant la Ligne Siegfried en septembre 1944.

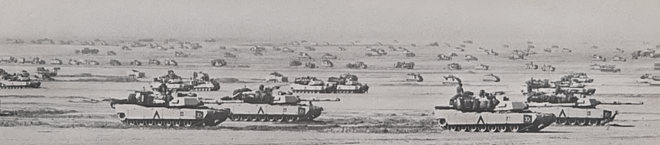
Une brigade de la 3e division blindée des États-Unis sur la ligne de départ de l'offensive terrestre lors de la guerre du Golfe de 1991.

Elle sert sur le Front de l'Ouest, arrivée le 15 septembre 1943 et stationnant autour de Bristol et de Liverpool.
Elle était commandée par le major-général Maurice Rose d'août 1944 à sa mort le 31 mars 1945, elle débarque en Normandie le 9 juillet 1944 et fait campagne avec la 1re armée (États-Unis). Elle est engagée lors de la bataille des Haies, la bataille de Saint-Lô, la Contre-attaque de Mortain, la Poche de Falaise. En Belgique, le 2 septembre 1944, elle participe à la bataille de la forêt de Hürtgen puis à la bataille des Ardennes.
Elle franchit le Rhin le 7 février 1945, allant jusqu'à Cologne avant de participer à la réduction de la poche de la Ruhr en mars . Arrivant vers l'Elbe, elle découvre le camp de concentration de Dora le 11 avril, son dernier combat d'importance est pour la libération de Dessau avant d'être mise en retrait vers Sangerhausen où elle reste jusqu'au 10 novembre 1945.
Au total, ses membres se virent décernés 17 Distinguished Service Cross, 23 Legion of Merit, 885 Silver Star, 32 Soldier's Medal, 3 884 Bronze Star, 10 500 Purple Heart, 138 Air Medal et 3 Distinguished Flying Cross.

### Guerre froide
À la fin du conflit mondial, elle est réactivée en 1947 et stationne en Allemagne de l’Ouest durant une bonne partie de la guerre froide. Elvis Presley y fit son service militaire au 32e régiment blindé.
En 1991, lors de la guerre du Golfe, elle participe à l'opération Desert Storm, réponse des États-Unis à l'invasion du Koweït par l'Irak de Saddam Hussein. Elle est notamment impliquée dans la bataille de 73 Easting les 26-27 février 1991, contre les blindés de la garde républicaine irakienne.
La division est dissoute en 1992.